# Викентьевский
Викентьевский — упразднённый в 1996 году посёлок в Знаменском районе Тамбовской области. Входила в состав Покрово-Марфинского сельсовета, включён в состав деревни Булгаково-Дергачёвка.

## География
Находился  к востоку от Булгаково-Дергачёвка, у небольшого водоёма.

## История
В 1996 году посёлок  Викентьевский, деревни Аносово и Булгаково-Дергачёвка, объединены в единый пункт с наименованием деревня Булгаково-Дергачевка.

## Инфраструктура
Личное подсобное хозяйство.

## Транспорт
Стоит примерно в 700 метрах от автомобильной дороги федерального значения Р193, соединяющей города Воронеж и Тамбов.